# Gustaf Segerdahl
Gustaf Eriksson Segerdahl, född 23 maj 1803 i Hassle socken i Skaraborgs län, död 23 januari 1891 i Uppsala, var en svensk skogsämbetsman.
Segerdahl blev student vid Uppsala universitet 1821, var 1823-1827 i militärtjänst (vid flottan och Värmlands fältjägarkår), inträdde 1829 i Jägeristaten och Lantmäterikåren samt blev 1839 överjägmästare i Älvsborgs län samt i Göteborgs och Bohus län och kommissionslantmätare i Skaraborgs län. Samtidigt undervisade han i skogshushållning vid bergsskolorna i Falun och Filipstad samt Degebergs lantbruksinstitut. Med kungligt tillstånd vistades han en tid i Finland samt undervisade då vid Mustiala lantbruksinstitut och gjorde upp planer för en ordnad skogsstyrelse och skogsskötsel, vilka följdes vid finländska Forststyrelsens organisation.
1855-1859 var Segerdahl t.f. chef för Skogsinstitutet och Skogsstaten och hade som sådan stor betydelse för skogshushållningens ordnande i Sverige. Han var ledamot av bland annat Lantbruksakademien och Finska hushållningssällskapet. 
Far till Frida Segerdahl-Nordström.
Av hans skrifter kan nämnas Handledning för skogars indelning, afverkning och återsådd (1843), Lärokurs uti skogshushållningen (1852), Anvisningar och formulärer vid skogstjensteförvaltningen etc. (1860), Erinringar uti skogstaxationsläran (1861; ny upplaga 1868), Forstliga iakttagelser under en resa i Danmark och Nordtyskland (1861) och Erinringar uti skogsförvaltningskunskapen (1865).